# Jiichirō Date
Jiichirō Date (伊達 治一郎?, Date Jiichirō; Saiki, 6 gennaio 1952 – Chōfu, 20 febbraio 2018) è stato un lottatore giapponese.
Ha partecipato a due edizioni dei giochi olimpici (1972 e 1976) conquistando una medaglia a Montréal 1976.

## Palmarès
Olimpiadi
- 1 medaglia:
  - 1 oro (lotta libera - pesi welter a Montréal 1976)